# Wendling, Grieskirchen
Wendling är en ort och kommun i Österrike. Den ligger i distriktet Grieskirchen i förbundslandet Oberösterreich, 200 kilometer väster om huvudstaden Wien.
Kommunen består av 21 orter (Ortschaften) (inom parentes invånarantal 1 januari 2024):

- Dötzledt (15)
- Eck (31)
- Fellhof (18)
- Gassen (8)
- Gugenedt (14)
- Hareding (13)
- Hub (13)
- Kubing (44)
- Lehen (10)
- Märzendorf (14)
- Oberhöglham (32)
- Oberhof (34)
- Obernfurth (4)
- Pauredt (37)
- Penesedt (46)
- Perndorf (16)
- Unterhöglham (28)
- Weberndorf (26)
- Weeg (35)
- Wendling (405)
- Zupfing (50)